# Bisetocreagris kaznakovi
Espèce
Synonymes
- Ideobisium kaznakovi Redikorzev, 1918
- Microcreagris kaznakovi lahaulensis Mani, 1959
- Bisetocreagris phoebe Ćurčić, 1985

Bisetocreagris kaznakovi est une espèce de pseudoscorpions de la famille des Neobisiidae.

## Distribution
Cette espèce se rencontre en Chine, au Népal, en Inde et au Kirghizistan.

## Liste des espèces
Selon Pseudoscorpions of the World (version 3.0) :
- Bisetocreagris kaznakovi kaznakovi (Redikorzev, 1918)
- Bisetocreagris kaznakovi lahaulensis (Mani, 1959)

## Systématique et taxinomie
Cette espèce a été décrite sous le protonyme Ideobisium kaznakovi par Redikorzev en 1918. Elle est placée dans le genre Microcreagris par Chamberlin en 1930 puis dans le genre Bisetocreagris par Ćurčić en 1985. Bisetocreagris phoebe est placée en synonymie par Dashdamirov et Schawaller en 1992.

## Publications originales
- Redikorzev, 1918 : Pseudoscorpions nouveaux. I. Ezhegodnik Zoologicheskago Muzeya, vol. 22, p. 91-101.
- Mani, 1959 : On a collection of high altitude scorpions and pseudoscorpions (Arachnida) from the Northwest Himalaya. Agra University Journal of Research: Science, vol. 8, p. 11-16.